# St. Blasius (Balve)

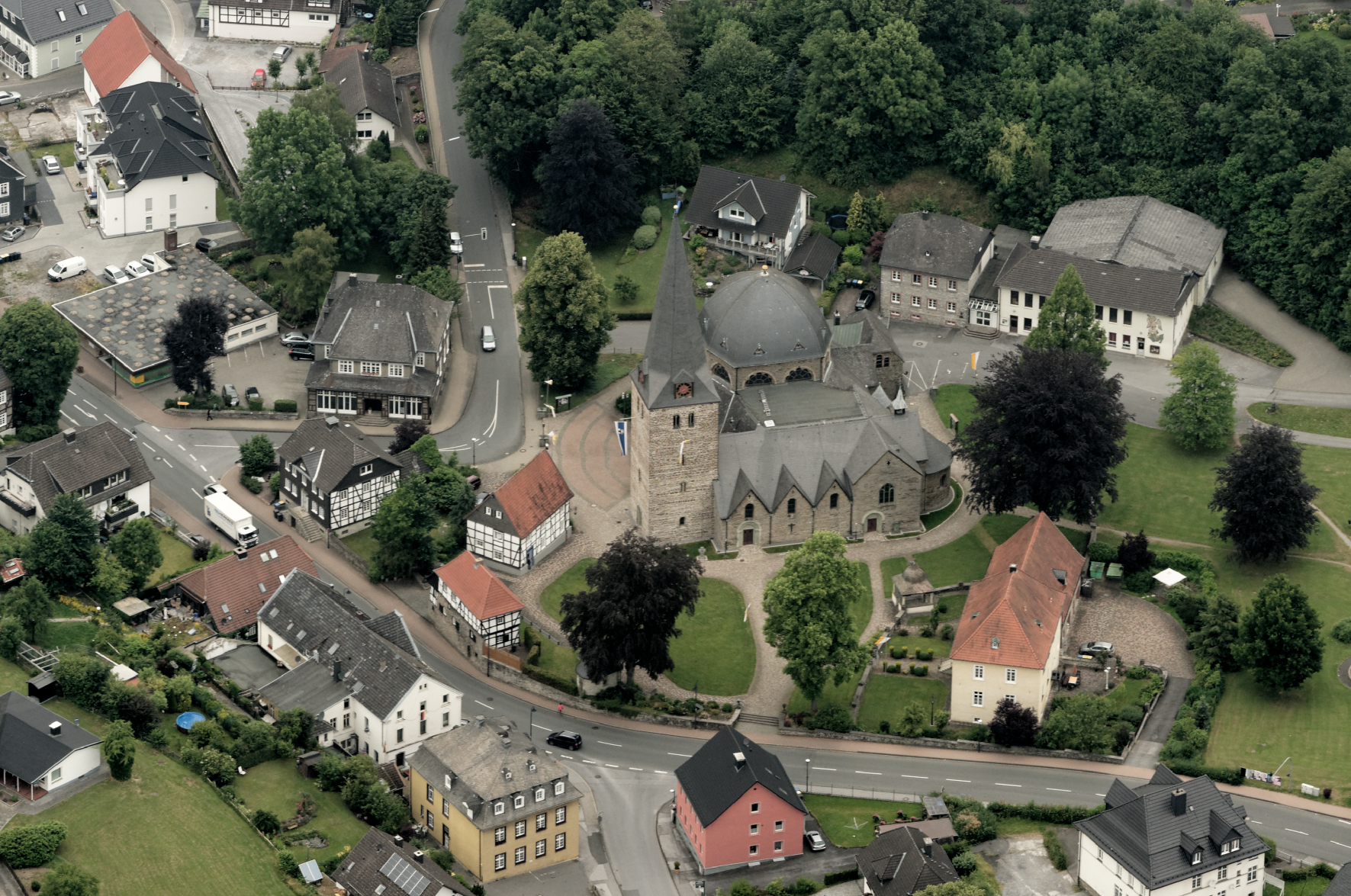
Luftaufnahme der Pfarrkirche St. Blasius zu Beginn des Sommers.

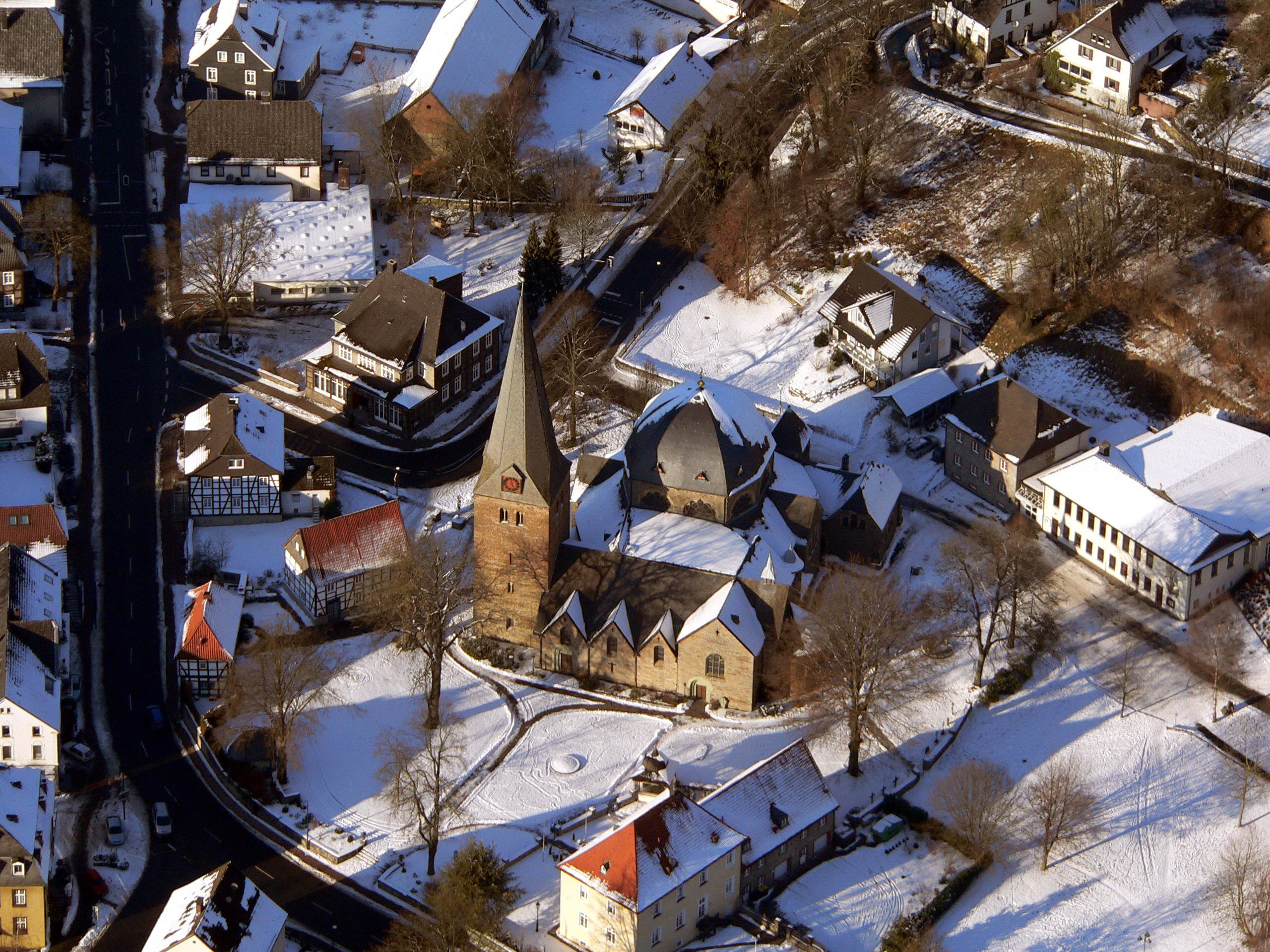
Luftaufnahme der Pfarrkirche St. Blasius im Winter.

Die Pfarrkirche St. Blasius in Balve ist seit dem 13. Jahrhundert zu Ehren des heiligen Blasius von Sebaste und der Gottesmutter Maria geweiht. 1430 erhielt Balve durch Kurfürst Dietrich II. von Köln die Stadtrechte. Die Balver Pfarrkirche befand sich außerhalb der Stadtbefestigung und war ursprünglich Teil des Oberhofes.
Im Besitz der Pfarrgemeinde befindet sich ein Reliquiar mit Reliquien des hl. Blasius sowie ein Klappaltar mit Reliquien des Benedikt von Nursia. Balve gehört zum Erzbistum Paderborn. 
Für die Instandhaltung der Kirche setzt sich der Bauverein St. Blasius ein.

## Geschichte

### Pfarrei

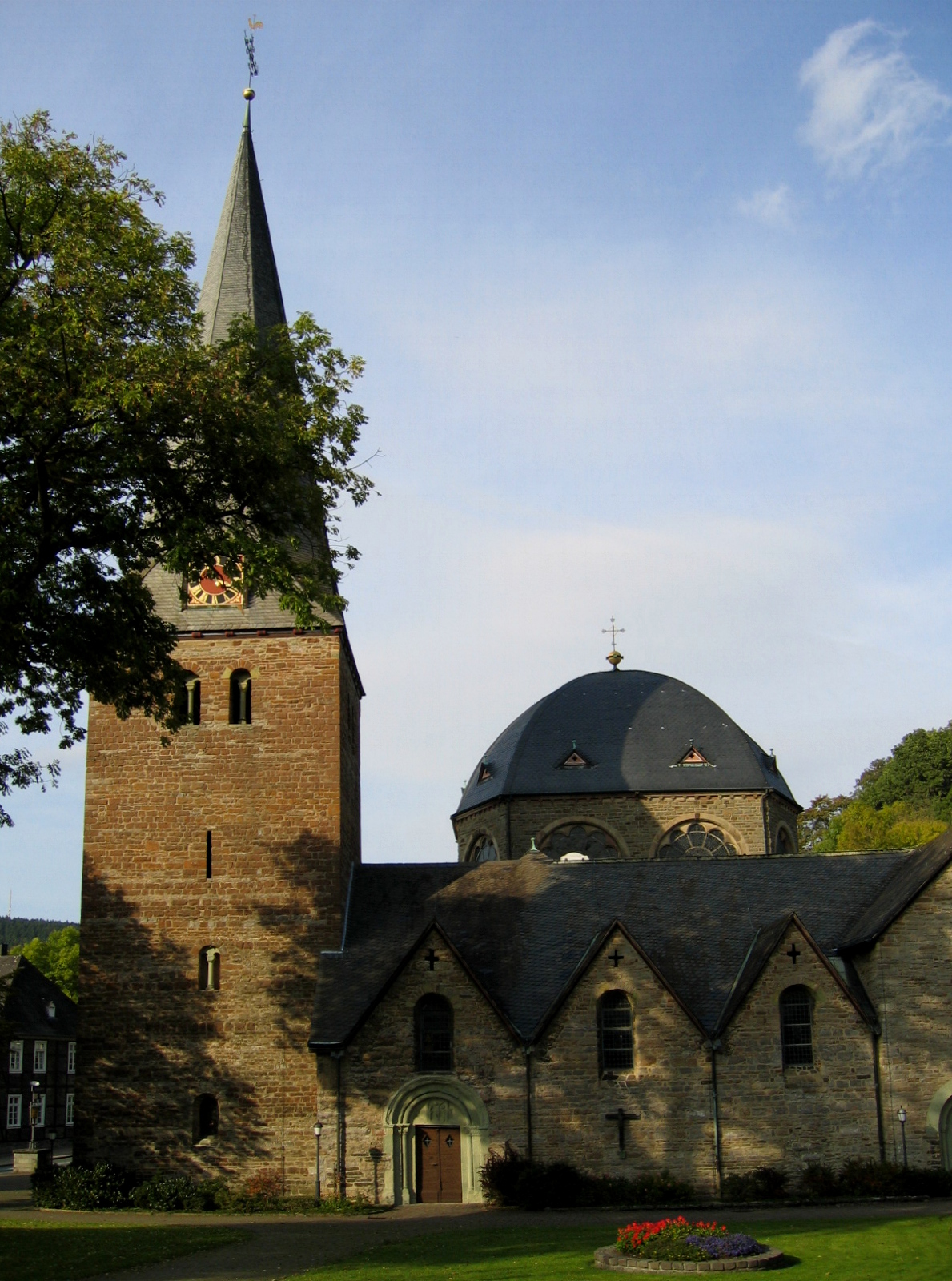
Pfarrkirche St. Blasius – romanischer Teil vom Kirchplatz aus gesehen

Der erste urkundlich erwähnte Geistliche war Elbertus (auch Albertus) de Balleve (1202). Nach Johannes Ruhrmann lässt sich das Jahr der Christianisierung des oberen Hönnetals nicht genau bestimmen. Vermutet wird die zweite Hälfte des 9. Jahrhunderts. Das Fehlen geschichtlicher Nachrichten könne aber als ein indirekter Beweis für das hohe Alter der Pfarrei gelten.
1196 wurde die Pfarrei erstmals erwähnt: „zwei Häuser in Brockhausen in der Pfarrei Balve“ (Bestätigung von Papst Coelestin III. gegenüber dem Kloster Scheda).
Der Bau der dreischiffigen romanischen Hallenkirche wird von J. Ruhrmann in ihren ältesten Teilen auf das 12. Jahrhundert datiert.
1550 gründete Henneke Schungell, Landdrost des Herzogtums Westfalen, das Hospital oder Armenhaus in Balve (später auch „im hl. Geist“ genannt). Anfangs vier, später acht Arme fanden dort Wohnung und Unterhalt. Das Hospitalgebäude am Ende der Hospitalgasse wurde um 1870 abgerissen. 1556 flüchtete Johannes Köster (Kustodis) vor den Gefolgsleuten des Erzbischofs von Köln Gebhard Truchsess, „weil sie sich durch den Caspar Mothäus, Dücker und andere Truchsessische Visitatoren zur Abänderung der alten Religion keineswegs wollten verleiten lassen“. Truchsess galt späterhin für Westfalen als Kirchenräuber und Bilderstürmer. Der „religionseifrige“ Hermann von Hatzfeld spürte seine Rache, indem sein Schloss Wocklum in Brand gesteckt wurde. Sämtliche Kapellen des Kirchspiels Balve wurden entweiht.
1583 musste Clemens Duwenheuer (Dumnenhover), Vikar zu Affeln, wegen seiner Standhaftigkeit im Glauben vor Gebhard Gebhard I. Truchsess flüchten. Er begab sich nach Allendorf und wurde von Kirchenräubern umgebracht. Die Raubmörder wurden in einer Attendorner Herberge entdeckt, ihres Verbrechens überführt und am Galgen auf dem Rappelsberge bei Attendorn hingerichtet.
Im Siebenjährigen Krieg wurde Balve zehn Tage lang von den Franzosen besetzt, die am 24. Juni 1761 auf dem Kirchhof eine Feldbäckerei und Metzgerei anlegten. Dazu wurde die 2,5 m hohe Kirchhofsmauer „aus dem Grund gebrochen“, die Kirchenbänke aus der Kirche gerissen, das Mehlmagazin in die Kirche verlegt. Sämtliche Bäume wurden gefällt. Es wurden 42 große Backöfen errichtet, jeder Ofen mit drei Schornsteinen. Der Gottesdienst fand in dieser Zeit im Mausoleum statt, dem sogenannten Wocklumer Häuschen. Die französische Besatzung nahm teil. Auf die Balver machte es einen „besonderen Effekt“, als das ganze französische Regiment das Veni creator spiritus sang.
Am 11. Dezember 1803 erschienen die Reliquien der Heiligen Drei Könige in Balve. Sie wurden 1794 vor dem Einmarsch der Franzosen in Köln nach Wedinghausen bei Arnsberg in Sicherheit gebracht und bei der Rückbeförderung nach Köln über Balve eine Nacht lang im Privathaus von Glasmacher (heute Gastwirtschaft Drei Könige) untergebracht. Die Geheimaktion sickerte durch. Am nächsten Tag folgte eine Prozession von Balvern den Reliquien auf ihrem weiteren Weg Richtung Köln.
1818 erhielt die Kirche eine neue Orgel mit Illumination (Bemalung) und Bälgen. Sie kostete etwa 1.500 Rtlr. Die Stadtkapelle wurde abgerissen, weil sie zu einem Verkehrshindernis und baufällig geworden war. Die Steine wurden zum Bau des Heiligenhauses auf dem Husenberge verwendet. 1856 wurde ein neuer Begräbnisplatz auf dem Friedhof in Benutzung genommen.

### Die Pfarrer
1214 war Elbertus de Balleve der erste namentlich bekannte Pfarrer von Balve.(Belege von 1214–1933: vgl.)
Um 1285 wird ein Gerardus de Balleve genannt. 1356 findet sich ein Hermannus pastor laut einer Urkunde des Balver Pfarrarchivs mit Bekenntnis zur Zinspflicht („Und ich Hermann von der Gottes Gnaden ein pastor zu Balve bekenne …“; 1353 – zu Avignon ausgestellte Urkunde, die den Besuchern der Pfarrkirche und gewissen Bedingungen einen Ablass gewährt).
Herrmann Wrede, Pfarrer von 1475 bis 1482, erhielt als Kanonikus des Klosters Scheda die Pfarrei Balve. 1509 folgte Johann Lösse und ab 1512 Johann Korte, verzeichnet auf einer Schenkungsurkunde für die Kapelle in der Klause (gegenüber der Balver Höhle, heute Nitsche).
Antonius Prätorius war Pfarrer von 1600 bis 1614. Er erhielt eine Maßregelung wegen privater Exzesse und Ungehorsam. Ihm folgte Henricus Nevenius von 1615 bis 1620. Wegen lockeren Lebenswandels anlässlich einer Generalvisitation wurde er gemahnt. Er wurde Wegbereiter der späteren Hexenverfolgung.
Hermann Laer war Pfarrer von 1621 bis 1636. Unter ihm wütete von Herbst 1628 bis Ende 1630 eine Hexenverfolgung, über die außer Aufzeichnungen des Balver Pastors, auch besonders des Pastors Eberhard Wiede zu Enkhausen im Pfarrarchiv vorliegen. Innerhalb von vier Monaten wurden 74 Personen hingerichtet. Geistliche der betreffenden Pfarreien fanden sich vorher meist in Balve ein, um die Gefangenen zu „bedienen“, d. h. ihnen Trost zu spenden, geistlichen Beistand zu leisten und den Empfang der Sakramente zu ermöglichen.
1647 folgte Weihbischof Bernhard Frick. Zwischen 30. Juni 1647 und 8. Juni 1647 unternahm dieser die Firmung von 350 Pfarrkindern nach dem Hochamt sowie die Konsekration von fünf Altären in der Michaelskapelle am Stadthaus und Kapellen in Eisborn, Mellen, Affeln. Nach dem Ende des Dreißigjährigen Krieges gab es bis 1667 nur 656 Taufen, 33 Geburten pro Jahr in der gesamten großen Pfarrei. In Balve bestanden noch 43 Häuser.
Drei Protestanten waren zu dieser Zeit in Balve ansässig: Herr von Haxthausen zu Eisborn mit Frau, und Herr von Mengede in Garbeck.
Von 1662 bis 1683 war Johannes Matthäus Höynck (* 1635; † 1683), Sohn des kurfürstlichen Richters zu Balve, Pfarrer in Balve und Dechant für Attendorn. Unter seiner Leitung wurden mehrere Dekanatsversammlungen in Balve abgehalten.
1691 legte Johannes Karl Höynck (* 1654; † 1691, Bruder von J. Matthäus) das dritte Kirchenbuch an. Er zog sich bei Ausspendung der heiligen Sakramente die rote Ruhr zu, der er am 10. Oktober 1691 erlag. Er wurde im Chor der Kirche beigesetzt.
Sein Nachfolger war Johann. Eberhard Gödde († 1733) als Dechant. 1716 gab es im Pfarrbezirk 1500 Kommunikanten. 1720–1722 wurden vier neue Glocken angeschafft, da die alten zersprungen waren. Franz Anton Brunswicker (* 1752; † 1844, Sohn des Gerichtsschreibers) wurde Pfarrer von 1801 bis 1844. Er baute 1812 eine neue Schule in Balve und 1822 das neue Küsterhaus.
Franz Anton Wulff (* 1805 in Langenholthausen) war Pfarrer von 1844 bis 1875. Nach Wulffs Tod war die Pfarrei wegen des Kulturkampfes jahrelang verwaist; es unterblieben alle pfarramtlichen Handlungen. 1886 starb der Begründer des neuen Krankenhauses im Marienhospital, Vikar Arens. Das Hospital wurde am 23. Januar 1890 im Arens’schen Hause eröffnet.
Albert Schneider (* 1836; † 1908) war Pfarrer von 1886 bis 1908. Er war ein sehr beliebter Pfarrer und sammelte die Mittel für den geplanten Kirchenneubau und ließ den Plan der Kirche entwerfen. „Er galt als einer der gelehrtesten Theologen der Diözese.“
Franz Amecke (* 1861; † 1933) war Pfarrer von 1908 bis 1933 und wurde 1930 von der Stadt Balve zum Ehrenbürger ernannt. „Dechant Amecke war bekannt wegen seiner Leutseligkeit und Originalität.“
Sein Nachfolger von 1933 bis 1958 war Wilhelm Boeddicker, ebenfalls Ehrenbürger der Stadt Balve. „Mit Klugheit und Mut führte der eifrige Beter und Seelsorger seine Pfarrei durch die Jahre des dritten Reiches“ (Zitate aus).
Josef Löcker (* 1908; † 2010) war Pfarrer von 1958 bis 1977. Er war Ehrendechant des Dekanates Balve.
Ludwig Kinkel war als Pfarrer tätig von 1977 bis 2000.
Ihm folgte Dr. Reinhard Richter (2000 bis 2009). Durch strukturelle Veränderungen innerhalb des Erzbistums Paderborn betreute er seit 2007 auch die Pfarreien St. Nikolaus Beckum und St. Antonius Einsiedler Eisborn. Die Gemeinden bilden zusammen den Pastoralverbund Balver Land, der zum Dekanat Märkisches Sauerland gehört.
Im Jahr 2009 trat der aus Neheim stammende Priester Andreas Schulte (* 5. Januar 1965 in Neheim) die Pfarrstelle in Balve an.

## Kirche und Inventar

### Romanische Kirche
Die Pfarrkirche besteht aus zwei Teilen, einer romanischen Kirche aus dem 10./12. Jahrhundert und dem großen neoromanischen Erweiterungsanbau aus dem Jahr 1910.

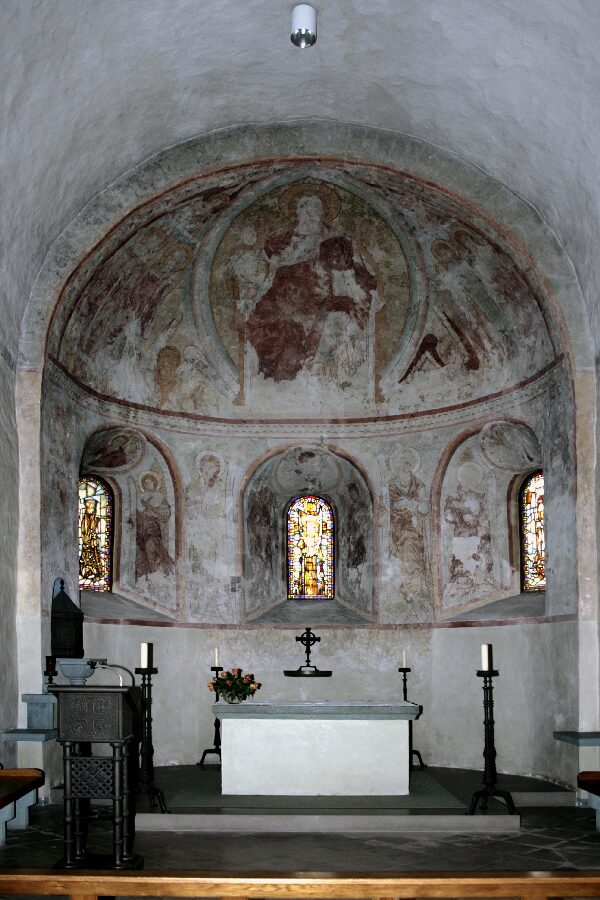
Apsis mit Fresken der romanischen Kirche

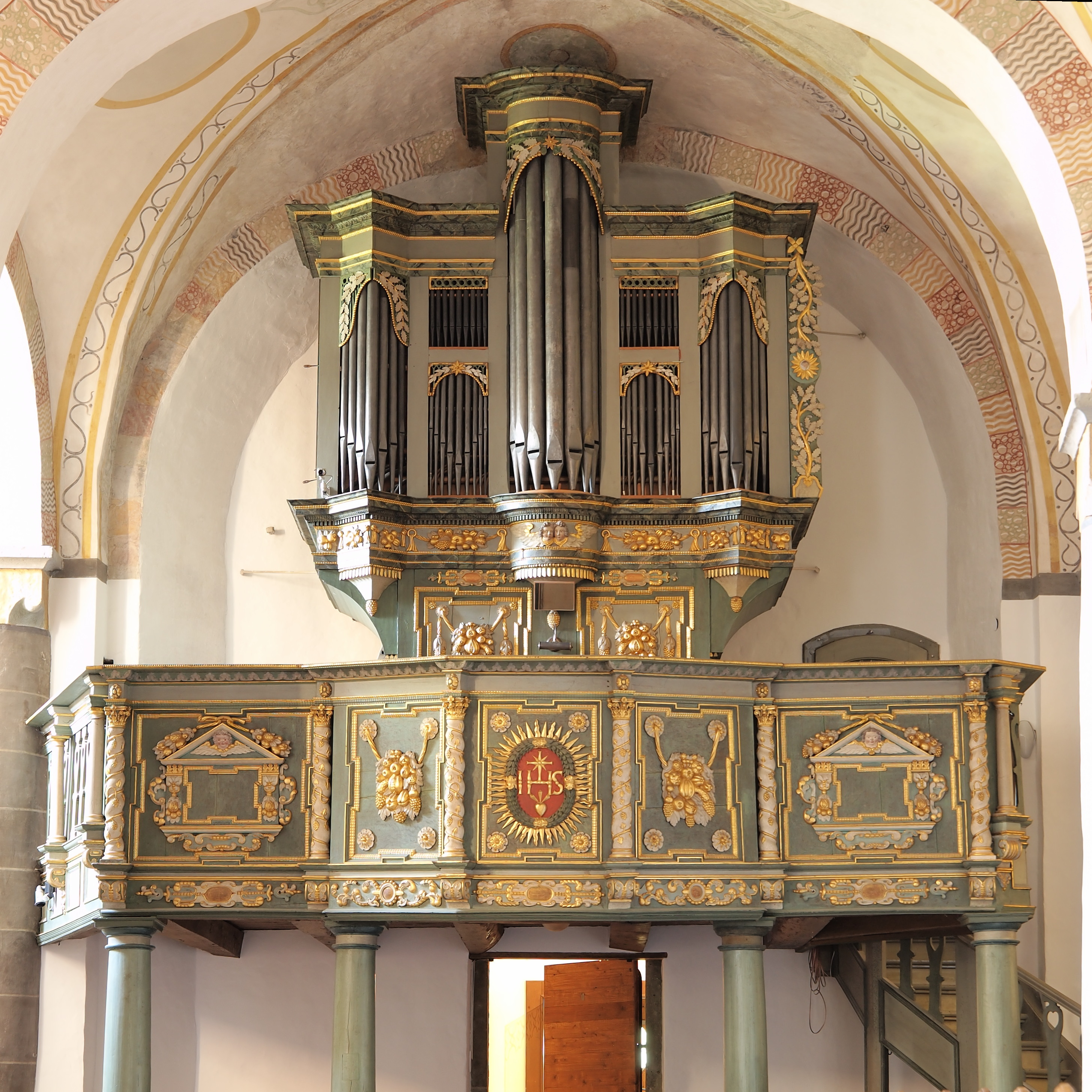
St. Blasius – alte Orgel von 1786

Erbaut wurde das dreischiffige Langhaus von dem Besitzer eines Oberhofes in Balve. In Frage kommen hier entweder Graf Heinrich I. von Arnsberg oder der Graf Ruprecht II. von Nassau. Die Kirche wurde dann ab dem 12. Jahrhundert immer wieder erweitert und enthält einige Besonderheiten, die sich nicht auf den ersten Blick erschließen.
So befindet sich rechts der Apsis eine kulturhistorisch bedeutsame Darstellung der Legende des Nikolaus von Myra. Das heute nicht mehr genutzte, nach Westen ausgerichtete Portal beherbergt heute eine Turmkapelle mit einer Marienstatue mit Kind sowie vier Priestergrabplatten.
Die Fenster der alten Kirche zeigen in dem Seitenschiff den heiligen Liborius, die heilige Agatha von Catania und den heiligen Antonius von Padua.
Die alte Orgel, deren Holzprospekt 1786 gebaut wurde, kann mit ihren zehn Registern vom eigenen Spieltisch oder vom Zentralspieltisch der neuen Orgel aus bedient werden.
Hermann von Hatzfeld, dem kurkölnischen Rat, Droste zu Balve und erfolgreichen Gegenspieler von Gebhard Truchsess von Waldburg während der sogenannten Truchsessischen Wirren, ist das im Jahr 1603 entstandene Epitaph gewidmet. Balve blieb in der Folge katholisch.

#### Apsis
Die Apsis wird bestimmt durch eine kunstvolle Freskenmalerei aus dem 13. Jahrhundert und soll ursprünglich um das Jahr 1000 entstanden sein.
In der nach Osten ausgerichteten Apsis zeigen Fenster die Leidenswerkzeuge und ein vom Maler Heinrich Strodtmann nach einer Vorlage von Albrecht Dürer und Kupferstecher Sadeler gefertigtes Bild der Kreuztracht Christi, in dem auch Hermann von Hatzfeld abgebildet sein soll.

### Neoromanischer Neubau

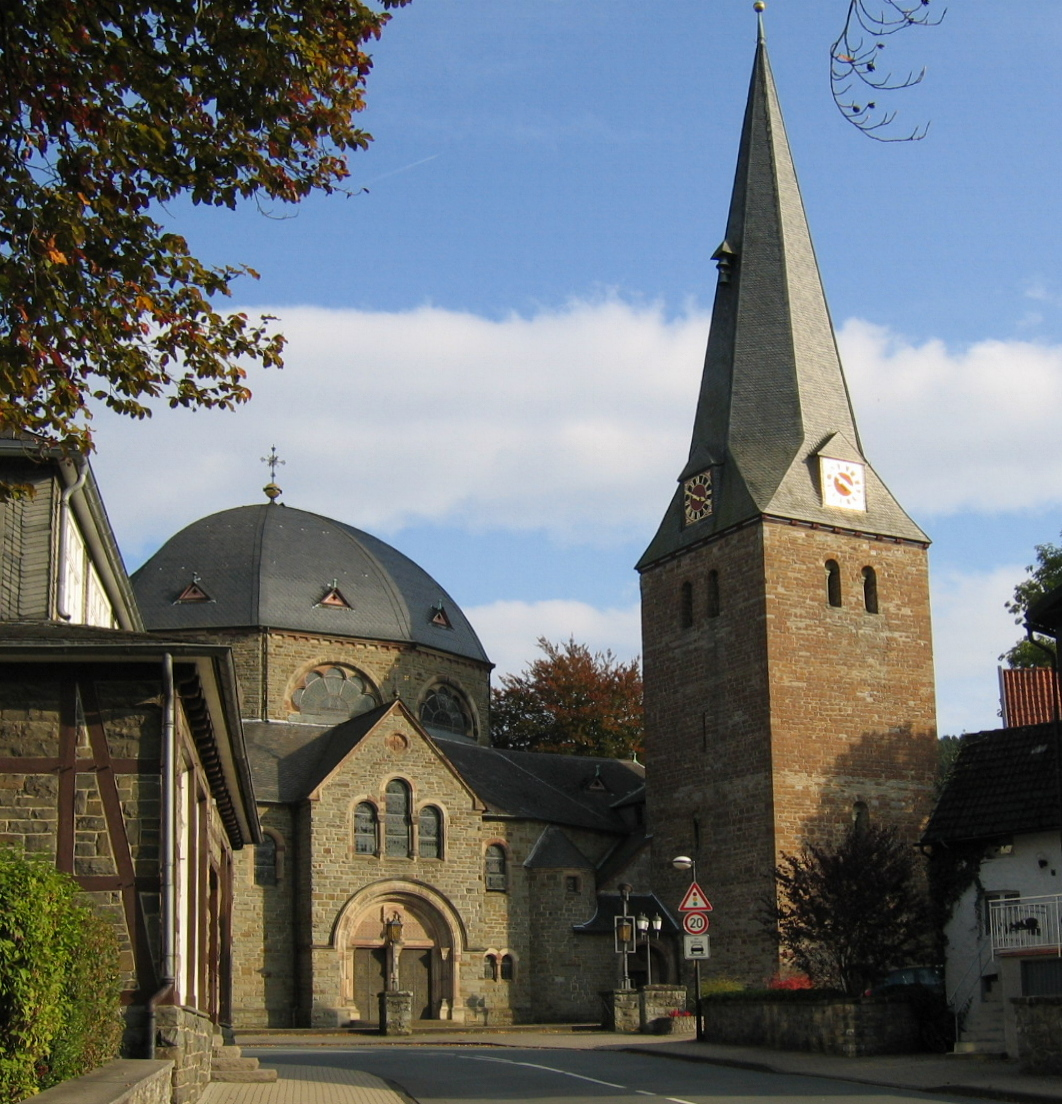
Pfarrkirche St. Blasius – Oktogonkuppel von 1910

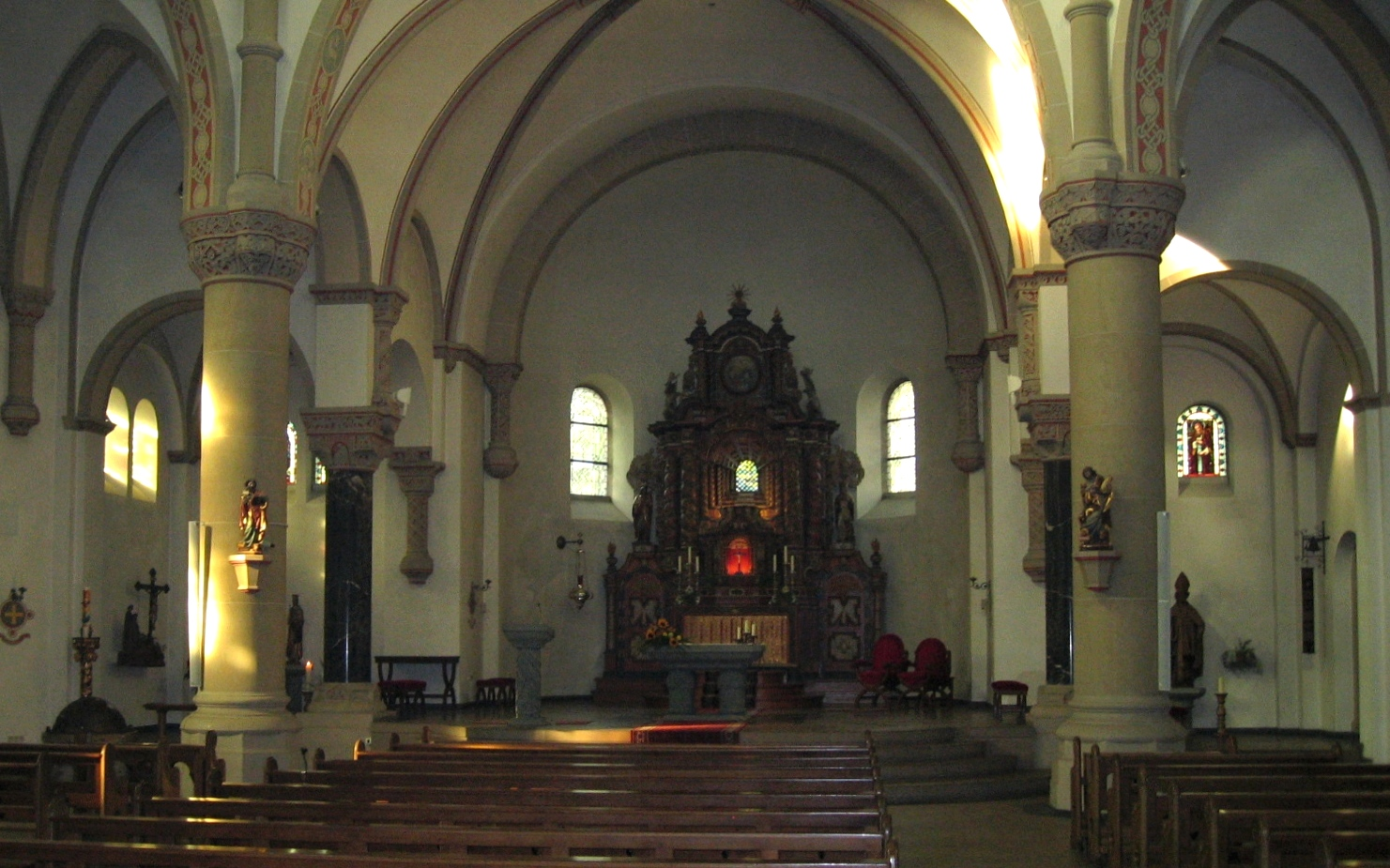
Altarraum mit Barockaltar von 1696

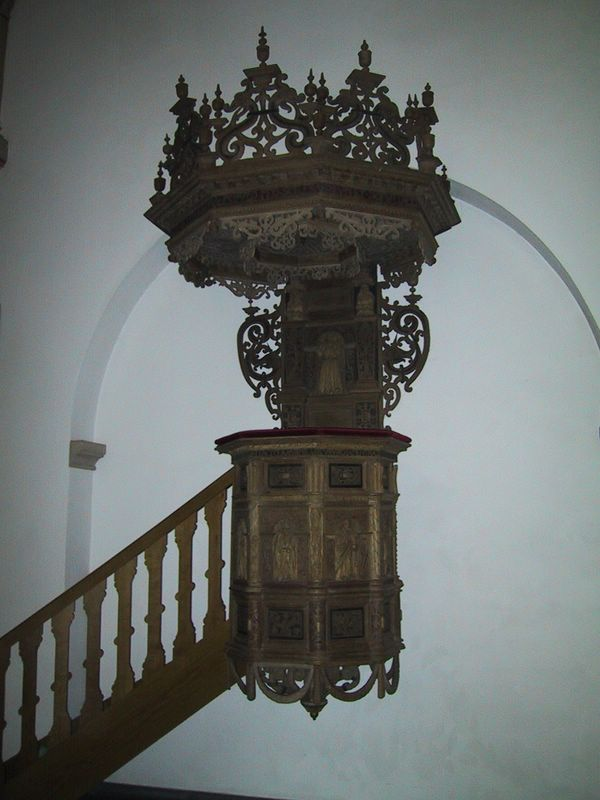
Pfarrkirche St. Blasius – Kanzel

Der neoromanische Erweiterungsbau von 1910 wurde unter der Ägide von Pfarrer Albert Schneider durch Professor Joseph Buchkremer, Dombaumeister zu Aachen entworfen und unter dessen Leitung ausgeführt (Baubeginn 1908). Der Neubau wurde von Dechant Franz Amecke am 30. Juni 1912 geweiht. Die Idee des karolingischen Oktogons wurde von Buchkremer ebenfalls in der etwa zur selben Zeit entstandenen Kirche von Bödefeld realisiert.

#### Architektur
Der große Kuppelraum mit dem Oktogon bestimmt den ausladenden Neubau.
Der Kuppelbau wurde nach seinen Vorbildern wie dem Felsendom in Jerusalem in der Form eines ungleichseitigen Achtecks mit unregelmäßigem Sechseck als seitenschiffartigem Umgang entworfen. An den acht Ecken befinden sich kräftige Rundpfeiler.

#### Fenster
Die Fenster der Kuppel enthalten die acht Seligpreisungen. Die anderen Fenster der Kirche zeigen Symbole des Glaubensbekenntnisses, eine Abbildung des hl. Ambrosius von Mailand und des hl. Gregor des Großen sowie Gleichnisse. Einige Fenster wurden im Krieg zerstört und sind durch schliche, unbemalte Fenster ersetzt worden.

#### Altar
Der nach Norden ausgerichtete Altarraum wird beherrscht vom Barockaltar, der ursprünglich in der Apsis der alten Kirche stand und in früheren Jahrhunderten noch vier, nicht mehr existierende Seitenaltäre aufwies. An der Predella befindet sich eine Inschrift, die auf das Entstehungsdatum verweist: Anno 1696, 16 novembris – Hoc Altare Erectum et illuminatum sub pastore Joanne Eberardo godden et pictum ab Alexandro Strodtmann (Am 16. November 1696 ist dieser Altar errichtet und gestaltet worden unter Pastor Johannes Eberhard Gödde und ausgemalt worden von Alexander Strodtmann.)
Auf dem Hochaltar befindet sich rechts eine spätgotische Figur des hl. Blasius und links eine Figur des hl. Sebastian.

#### Kanzel
Rechts vom Altar, an der Nord-Ostseite beherrscht eine kostbare Renaissancekanzel aus dem Jahre 1545 die Szenerie. Die Schnitzereien zeigen Christus in der Mitte und die vier abendländischen Kirchenlehrer: Ambrosius, Augustinus, Gregor d. Große und Hieronymus.

#### Figuren
In dem Seitenteil befindet sich an der Nordwand eine spätgotische Marienstatue Maria Königin mit Kind und links daneben an der Westwand eine Kreuzesdarstellung mit Kreuzigungsgruppe. Weiter links daneben in einer Seitenkapelle befindet sich eine Pietà, sowie eine Grabplatte des Grabes von Dechant Amecke.
Im rechten Seitenteil befindet sich eine barocke Blasiusfigur. Links neben der Figur ist seit den 1990er Jahren eine Nische. In dieser Nische befand sich ein Reliquiar mit Reliquien des hl. Blasius. Dieses Reliquiar wurde angeschafft, nachdem ein anderes in den 1970er Jahren gestohlen wurde. Im Juni 2011 wurde das auch neue Reliquiar gestohlen.
Auf der Südseite, an dem mittleren Pfeiler unterhalb der Orgel steht eine weitere Blasiusfigur (um 1900).
Jeder der Pfeiler der Kirche wird durch eine Heiligenfigur geschmückt. Neben den vier Evangelisten findet man dort den hl. Joseph, den hl. Liborius und den Erzengel Michael.

#### Orgel

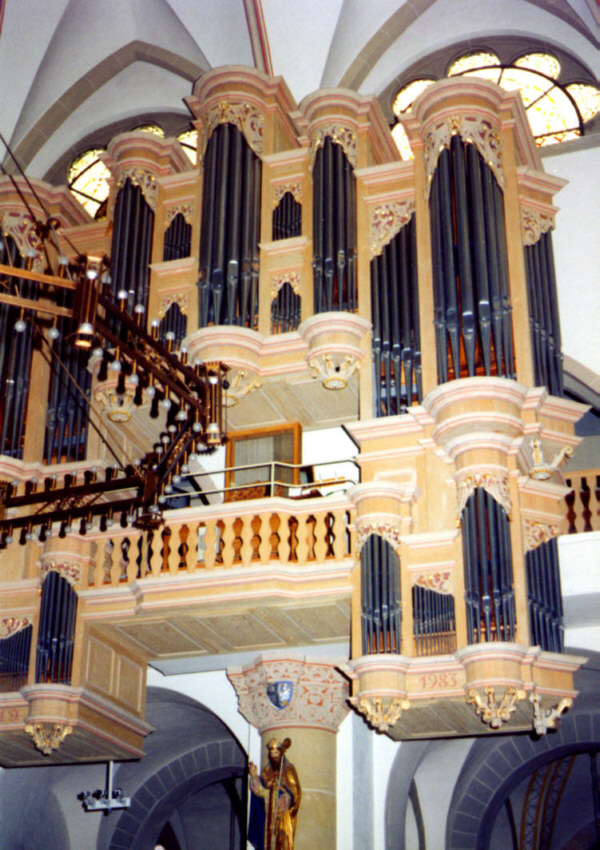
Pfarrkirche St. Blasius – Orgel

Im Süden, gleichsam als Übergang zur alten Kirche, befindet sich eine große Orgel, die 1912 von der Firma Anton Feith aus Paderborn unter Mithilfe von Kirchenmusikdirektor Theodor Pröpper, dem damaligen Organisten, erbaut wurde. Umbauten erfolgten in den Jahren 1932, 1952 (jeweils Fa. Feith) und 1962 (Fa. Stockmann). Ferner wurde im Zuge der Renovierungsarbeiten in den 1980er Jahren die Orgel von dem Orgelbauunternehmen Gebrüder Stockmann aus Werl nochmals umgebaut und als Schwalbennestorgel an die heutige Position versetzt und am 6. November 1983 eingeweiht. Die Orgel beinhaltet als Besonderheit ein Register Celesta (Glockenspiel), das nach den Wünschen Theodor Pröppers installiert wurde.
Die Orgelanlage verfügt heute über drei Manuale und Pedal. Vom Obermanual aus lässt sich das Glockenspiel anspielen, sowie die Barockorgel in der alten Kirche. Die Barock-Orgel verfügt über einen eigenen Spieltisch; sie verfügt über ein Pedalregister Subbass 16', welches nicht an den Hauptspieltisch der Orgelanlage angebunden ist.
| I Rückpositiv C–g3 |                 |        |
| 1.                 | Gedackt         | 08′    |
| 2.                 | Salicional      | 08′    |
| 3.                 | Prinzipal       | 04′    |
| 4.                 | Blockflöte      | 04′    |
| 5.                 | Oktave          | 02′    |
| 6.                 | Quinte          | 01 ⁄3′ |
| 7.                 | Sesquialtera II | 02 ⁄3′ |
| 8.                 | Scharff IV      | 01′    |
| 9.                 | Vox humana      | 08′    |
|                    | Tremulant       |        |

| II Hauptwerk C–g3 |                     |        |
| 10.               | Bordun              | 16′    |
| 11.               | Prinzipal           | 08′    |
| 12.               | Flaut major         | 08′    |
| 13.               | Oktave              | 04′    |
| 14.               | Gedacktflöte        | 04′    |
| 15.               | Quinte              | 02 ⁄3′ |
| 16.               | Flöte               | 02′    |
| 17.               | Cornett III (ab c0) | 02 ⁄3′ |
| 18.               | Mixtur V            | 02′    |
| 19.               | Trompete            | 08′    |

| III Barockorgel C–g3 |           |        |
| 20.                  | Prinzipal | 08′    |
| 21.                  | Rohrflöte | 08′    |
| 22.                  | Dolce     | 08′    |
| 23.                  | Oktave    | 04′    |
| 24.                  | Gedackt   | 04′    |
| 25.                  | Quinte    | 02 ⁄3′ |
| 26.                  | Prinzipal | 02′    |
| 27.                  | Mixtur V  | 01 ⁄3′ |
| 28.                  | Oboe      | 08′    |
|                      | Tremulant |        |

| Pedal C–f1 |              |     |
| 29.        | Subbaß       | 16′ |
| 30.        | Oktavbaß     | 08′ |
| 31.        | Gedacktbaß   | 08′ |
| 32.        | Choralbaß    | 04′ |
| 33.        | Pedalmixtur  | 02′ |
| 34.        | Posaune      | 16′ |
| 35.        | Trompetenbaß | 08′ |

- Koppeln: I/II, III/I, III/II, I/P, II/P, III/P

#### Kirchturm
Der Turm mit seinem über 20 Meter hohen Mauerwerk ist über der Turmkapelle, dem ehemaligen Hauptportal, errichtet. Der Turmstumpf wird von einem 28 Meter hohen Turmhelm bekrönt. Die Entstehungszeit des Turmes wird um 1480 angenommen (Radiokohlenstoffdatierung C 14, Universität zu Köln, November 2006). Die Gesamthöhe des Turmes beträgt 40,15 Meter.
Der in früheren Zeiten auch als Wehrturm benutzte Turm ist zusammen mit der gesamten Anlage der alten Kirche ein typisches Zeugnis der westfälischen Romanik.

#### Glocken
St. Blasius verfügt über neun Glocken, die auf Westturm und Dachreiter über dem Chor verteilt sind; zwei Glocken am Turmhelm dienen dem Uhrschlag. Es haben sich drei Glocken aus der Barockzeit erhalten. Die Johannesglocke wurde von einem Vorgänger der bis heute bestehenden Glockengießerei Rincker gegossen und gehört zu den ältesten erhaltenen Glocken dieser Gießerei. Die Sebastiansglocke ist ein Instrument der unter anderem in Eslohe tätigen und vielbeschäftigten lothringischen Werkstatt de la Paix. Beide Glocken, insbesondere die Rincker-Glocke, weisen eine extrem dünne Rippe auf. Die Glocken von Albert Junker bestehen aus der so genannten Briloner Sonderbronze (zinnfreie Legierung mit Silizium) und sind von unterschiedlicher Klangqualität. Sie ergänzen den Altbestand zu einer hörbar verzogenen Schlagtonlinie; die große Blasiusglocke ist fast einen halben Ton zu hoch aus dem Guss gekommen und ist eher als h0 denn ein b0 zu hören. Geplant war für alle Glocken, diese um 3/16 Ganztöne (=6/16 HT) höher zu stimmen.
| Nr. | Name                      | Gussjahr | Gießer, Gussort                          | Masse (kg) | Schlagton (HT-1/16) | Turm       |
| --- | ------------------------- | -------- | ---------------------------------------- | ---------- | ------------------- | ---------- |
| 1   | Blasius                   | 1946     | Albert Junker, Brilon                    | 3.131      | b0 +11              | Westturm   |
| 2   | Maria                     | 1946     | Albert Junker, Brilon                    | 1.824      | des1 +5             | Westturm   |
| 3   | Johannes, Totenglocke     | 1716     | Johann Jakob Rincker, Asslar             | 698        | es1                 | Westturm   |
| 4   | Sebastian                 | 1720     | Johann G. de la Paix, Eslohe             | 607        | ges1 -2             | Westturm   |
| 5   | Barbara, Angelusglocke    | 1946     | Albert Junker, Brilon                    | 530        | as1 +9              | Westturm   |
| 6   | Nikolaus                  | 1946     | Albert Junker, Brilon                    | 380        | b1 +5               | Westturm   |
| 7   | Caecilia, Kleppglocke     | 1926     | Fa. Humpert (Junker & Edelbrock), Brilon |            | es2                 | Dachreiter |
| I   | Anna, Stundenschlagglocke | 1703     | ?                                        | 198        | es2                 | Turmhelm   |
| II  | Viertelschlagglocke       | 1946     | Albert Junker, Brilon                    | 95         | ges2                | Turmhelm   |

## Kirchhof und weitere Gebäude
Der Kirchhof war jahrhundertelang der Friedhof der Pfarrgemeinde. Nach vorsichtigen Berechnungen wurden hier 50.000 Menschen beerdigt, bis dann 1857 ein neuer Friedhof eingeweiht wurde.
Zwischen Kirche und Pfarrhaus steht seit über 400 Jahren das alte Mausoleum, die Begräbnisstätte der Familie des Landdrosten Henneke-Schüngel.
Abgeschlossen wird der Kirchplatz vom Kriegerehrenmal und zwei Gebäuden (eine Altentagesstätte und die frühere Mädchenschule), die heute als Treffpunkt der örtlichen Schützenbruderschaft dienen.

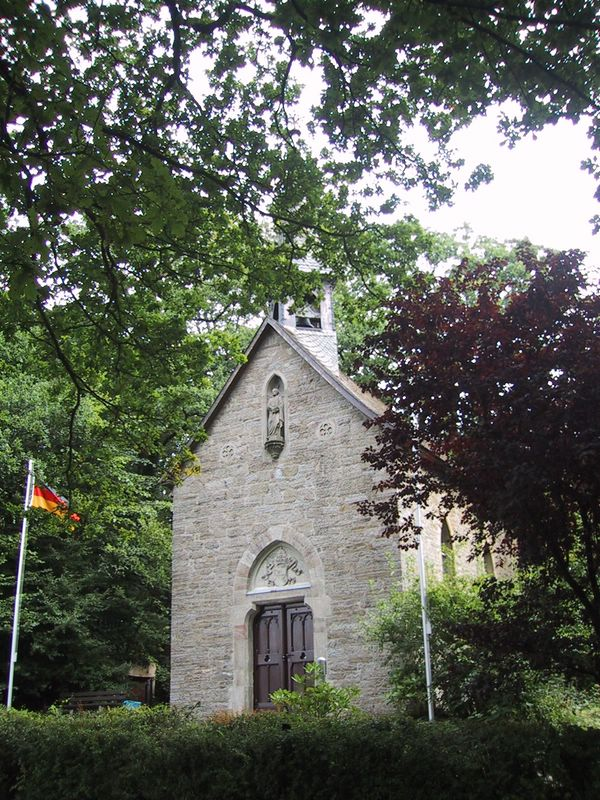
Piuskapelle
Im Besitz der Pfarrgemeinde befindet sich ebenfalls die sogenannte Piuskapelle. Sie liegt auf dem Balver Husenberg und wurde Papst Pius IX. geweiht. Eingesegnet im Jahr 1878, ging der Bau auf eine Initiative des Vikars Christoph Adrian zurück, der auch unter Einsatz seines Privatvermögens dieses Bauwerk unter dem Einfluss des Kulturkampfes vorantrieb. Neben der Piuskapelle befindet sich ein russischer Soldatenfriedhof.
Das Erntedankfest der Gemeinde wird an der Piuskapelle gefeiert. Außerdem steht die Piuskapelle auch für Trauungen zur Verfügung.
Küsterhaus
Das Küsterhaus von 1822 diente als Wohnhaus der Familie des Organisten und Kirchenmusikdirektors Theodor Pröpper. Es war baulich durch einen nachträglich angelegten Verbindungstrakt mit dem Pfarrheim der Gemeinde, das im Jahr 2019 abgerissen wurde, verbunden. Eine Rettung der Alten Küsterei vor dem Abriss war gegen den erbitterten Widerstand des Erzbistums Paderborn möglich. Sie steht inzwischen unter Denkmalschutz.
Kirchhof

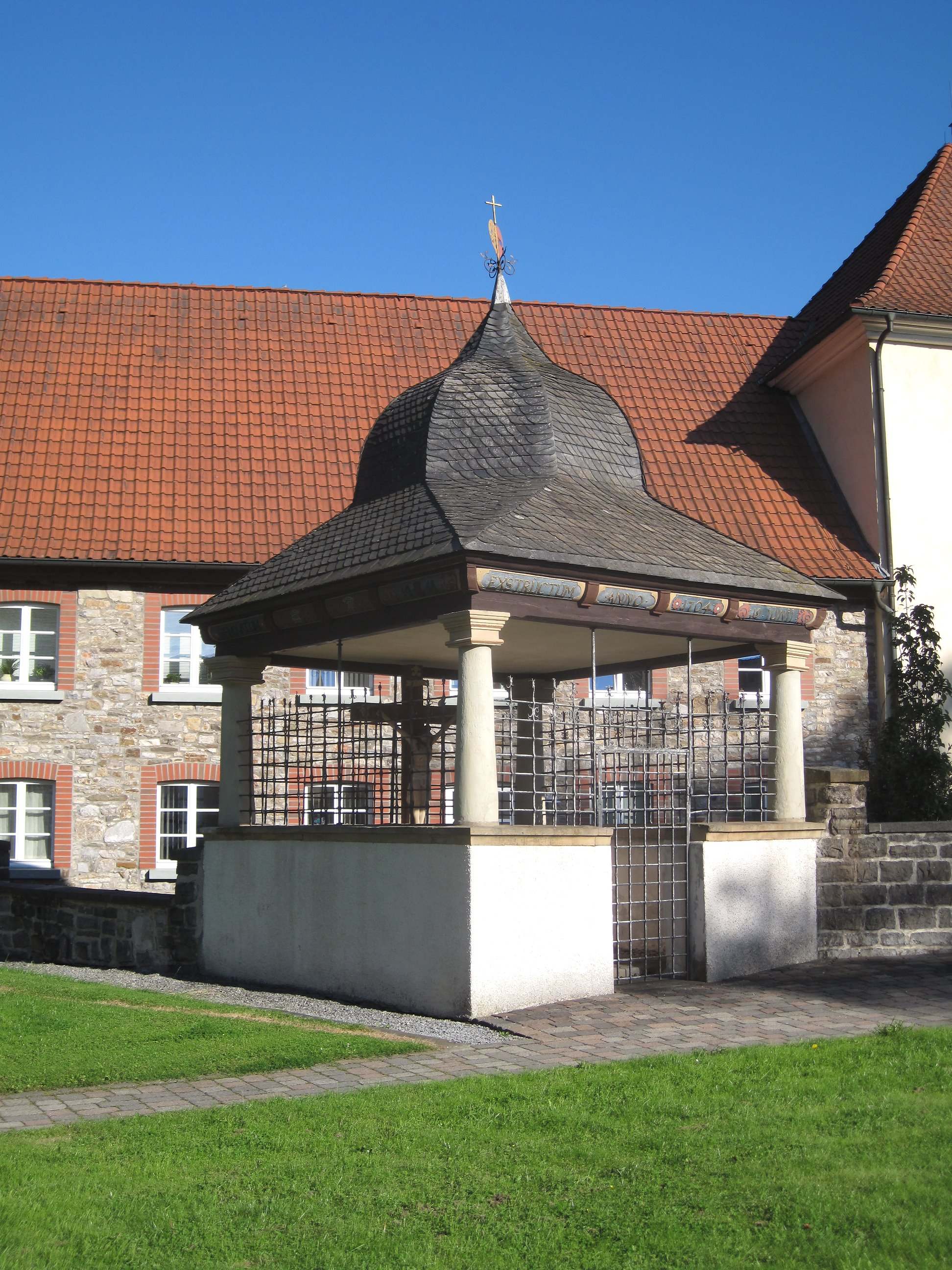
Mausoleum der Henneke-Schüngel (1704). Denkmal seit 1. März 1984.
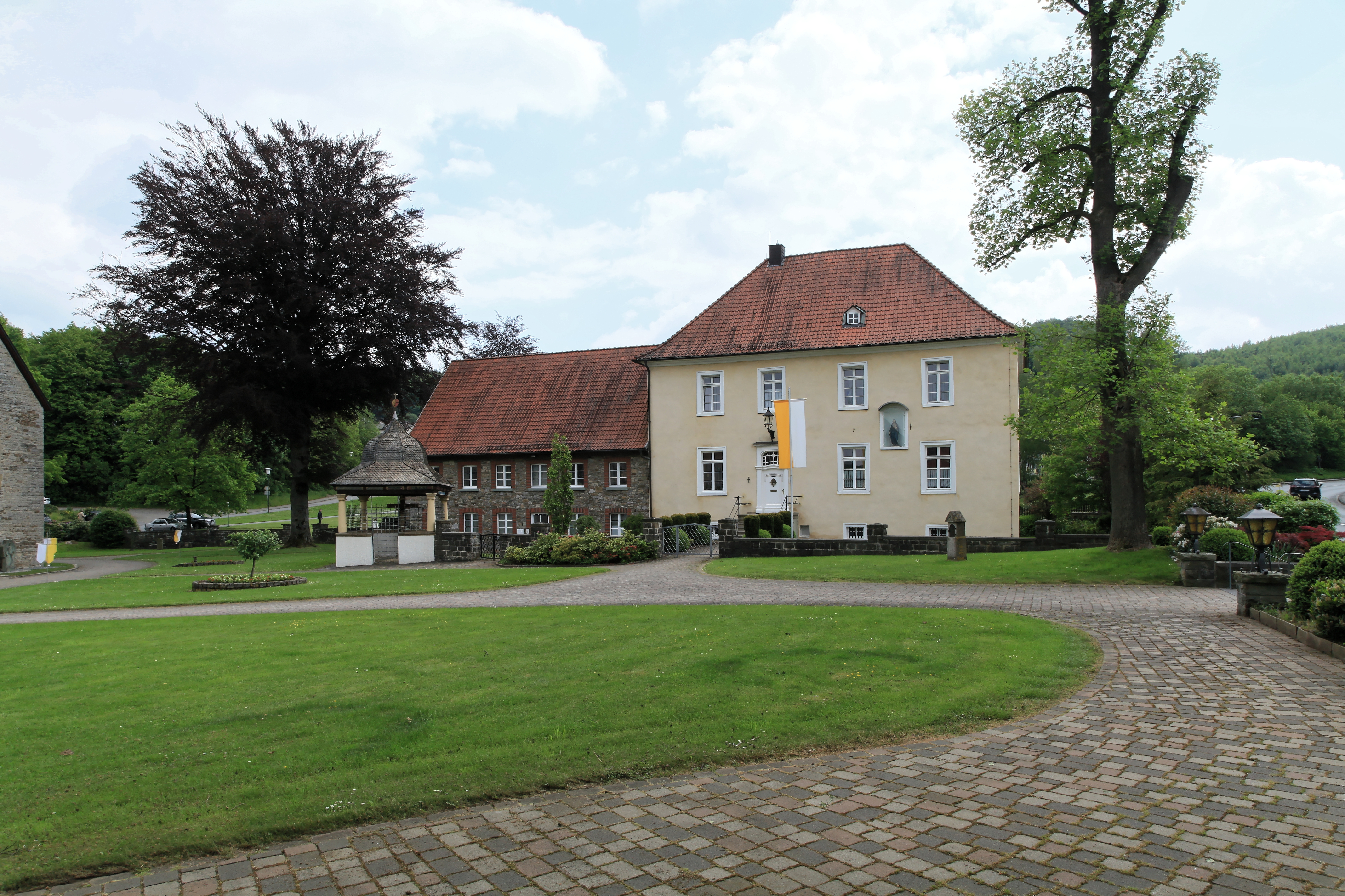
Denkmalgeschütztes ehemaliges Pfarrhaus mit Anbau.
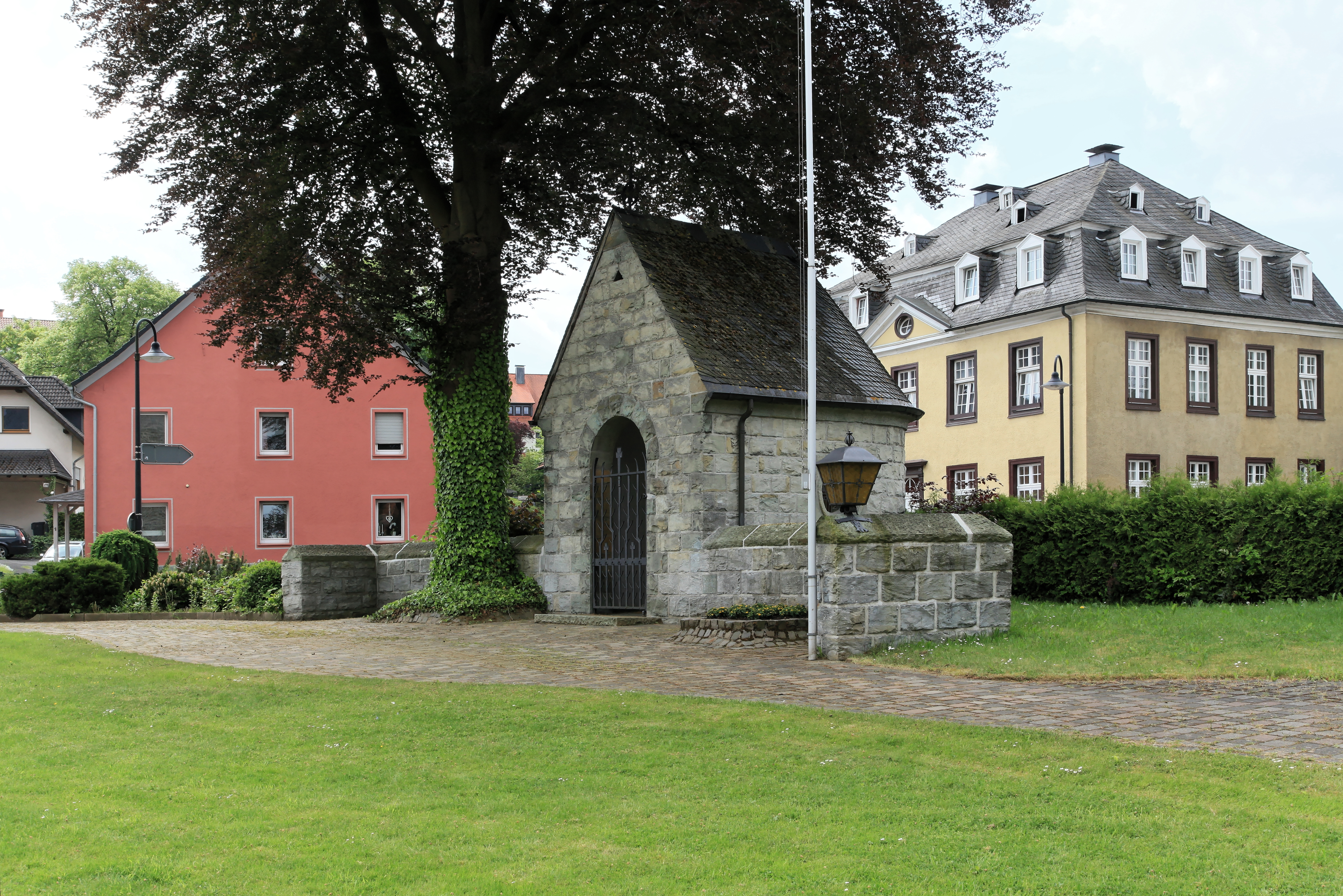
Ehrenmal im südwestlichen Bereich des Kirchplatzes.
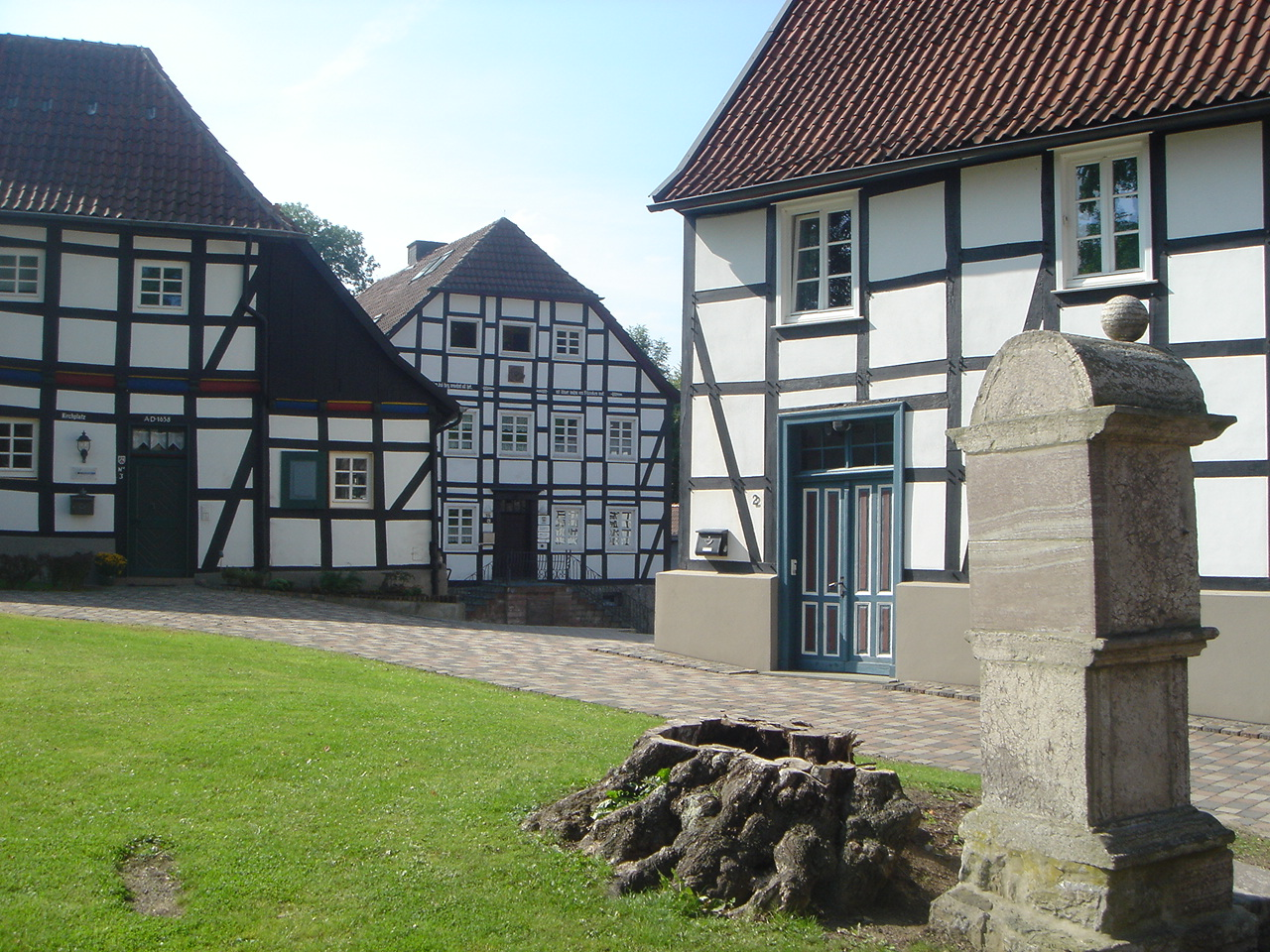
Nördlicher Bereich des Kirchhofs mit denkmalgeschütztem Agatha-Bildstock und Stumpf der 200-jährigen Linde.
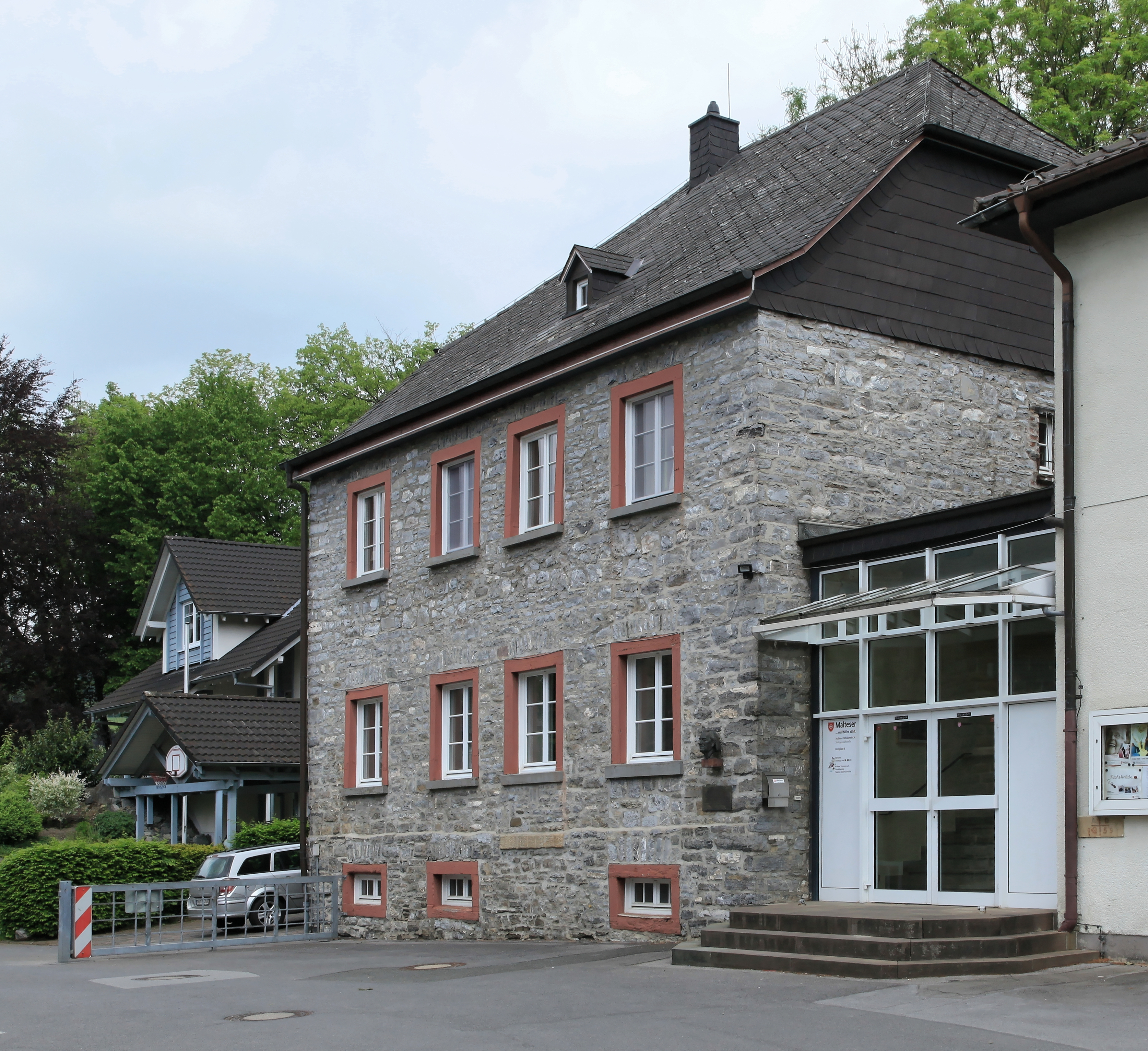
Denkmal Alte Küsterei